# Beffroi de Millau
Le beffroi de Millau est un monument situé dans la ville chef-lieu de la commune de Millau dans l'Aveyron.

## Historique
La tour forme le vestige d'un palais cité en 1172. Incarnant la souveraineté du roi d’Aragon, elle montre une grande sophistication et concentre le meilleur du savoir-faire du temps. Propriété privée à partir du XIIIe siècle, la tour sera achetée par les consuls de Millau en 1613 pour servir de base à la tour octogonale devant abriter le bourdon communal. La tour carrée servira de prison du XVIIe  au  XIXe siècle, notamment pendant la période révolutionnaire.
L'édifice est actuellement privé de sa flèche, incendiée par la foudre le 29 juillet 1811. Celle-ci portait la hauteur totale de l'ensemble à 52 mètres. Il est possible d'accéder à la plate forme supérieure, située à 42 mètres de hauteur. Ce qui permet d'admirer une vue d'ensemble de la commune de Millau, des contreforts des causses et du viaduc de Millau.
1613 : Achat du donjon carré par les consuls de Millau. 
1614 / 1617 : Construction de la tour octogonale pour contenir la cloche et l'horloge communales. Divisée tout d'abord en étages par des planchers reliés par des échelles.
1790 / 1818 : Le donjon sert de prison communale, contiguë de l'hôtel de Tauriac, alors Hôtel de Ville.
1811 : Construction de l'escalier latéral, après un incendie.
1931 : Classé monument historique.

## Description
À l'origine, symbole de la domination du roi d'Aragon sur un territoire nouvellement acquis, la tour carrée devient, avec l'adjonction de la tour polygonale au XVIIe siècle, symbole d'une autorité municipale déjà vieille de 500 ans. C'est en effet le 1er avril 1187 qu'Alphonse, roi d'Aragon et comte de Barcelone, accorde aux Millavois les libertés communales permettant une administration consulaire.
L'ensemble, tour des rois d'Aragon et beffroi, appelé communément "le beffroi" appartient à la commune depuis le XVIIe siècle et est donc constitué de deux parties bien distinctes, à savoir le donjon carré (21 m de haut, 10,60 m de côté) et la tour octogonale 21 m de haut).
La tour carrée est couverte de voûtes en plein cintre à tous les étages. Des escaliers droits ou en vis ménagés dans l'épaisseur des murs permettent de communiquer d'un étage à l'autre. La tour est éclairée par des fenêtres généralement couvertes d'arcs en plein cintre ménagées aux 2e et 3e niveaux. Les 1er et 2e étages sont chacun dotés d'une archère à large ébrasement orientés au nord et à l'est, de vastes dimensions. Elle est également équipée à ces niveaux de lavabos et de latrines. Au deuxième niveau, un escalier droit conduit dans un réduit de 2 m de côté, sorte de loge bâtie dans l'épaisseur du mur sud, et qui accueille une banquette couverte d'un arc en plein cintre.
À l'origine, elle était ouverte sur la rue par un balcon d'apparat. L'ensemble est construit en pierres de taille de calcaire gris bleu régulièrement assisé de grand appareil, hormis l'encadrement des baies, de calcaire ocre. Ainsi, elle ne semble pas aménagée pour le bien vivre mais bien davantage pour marquer la domination de son détenteur, avec une forte valeur ostentatoire. La tour octogonale qui le surmonte compte trois niveaux planchéiés éclairés par des fenêtres couvertes d'arcs brisés. Elle est couronnée d'une terrasse accessible par un escalier ménagé dans la tourelle qui lui est accolée.
Elle est bâtie en pierres de taille régulièrement assisées de moyen appareil de grès ocre, caractéristique des constructions du XVIIe siècle à Millau. Au pied de la tour au nord, le bâtiment en L qui s'élève sur deux niveaux formait probablement la salle ou l’aula qui constituait avec la tour, le palais mentionné dans un acte d'Alphonse II d'Aragon, en 1172. Si les parties hautes sont probablement antérieures au Moyen Âge, le rez-de-chaussée présente, malgré des remaniements, un appareil en pierres de taille de calcaire caractéristique des constructions des XIe-XIIIe siècles à Millau.
À l’intérieur, de grandes arcades en plein cintre montrent qu’il était certainement couvert d’un plancher et largement ouvert sur une cour, à l’est. Aujourd'hui, on accède à l'étage de ce bâtiment en L par un escalier rampant ménagé contre l'élévation nord et qui dessert une galerie. Cet aménagement appartient alors probablement aux travaux de construction de l'hôtel de Tauriac, qui s'élève à l'est de la tour. Distant de la tour de 2 m environ, ce bâtiment était très certainement relié à la tour, à l’étage, par une galerie de bois. Le mur qui relie aujourd'hui la salle à la tour, le long de la rue du beffroi, est un aménagement de peu postérieur à la construction du palais d'origine.

## Photos

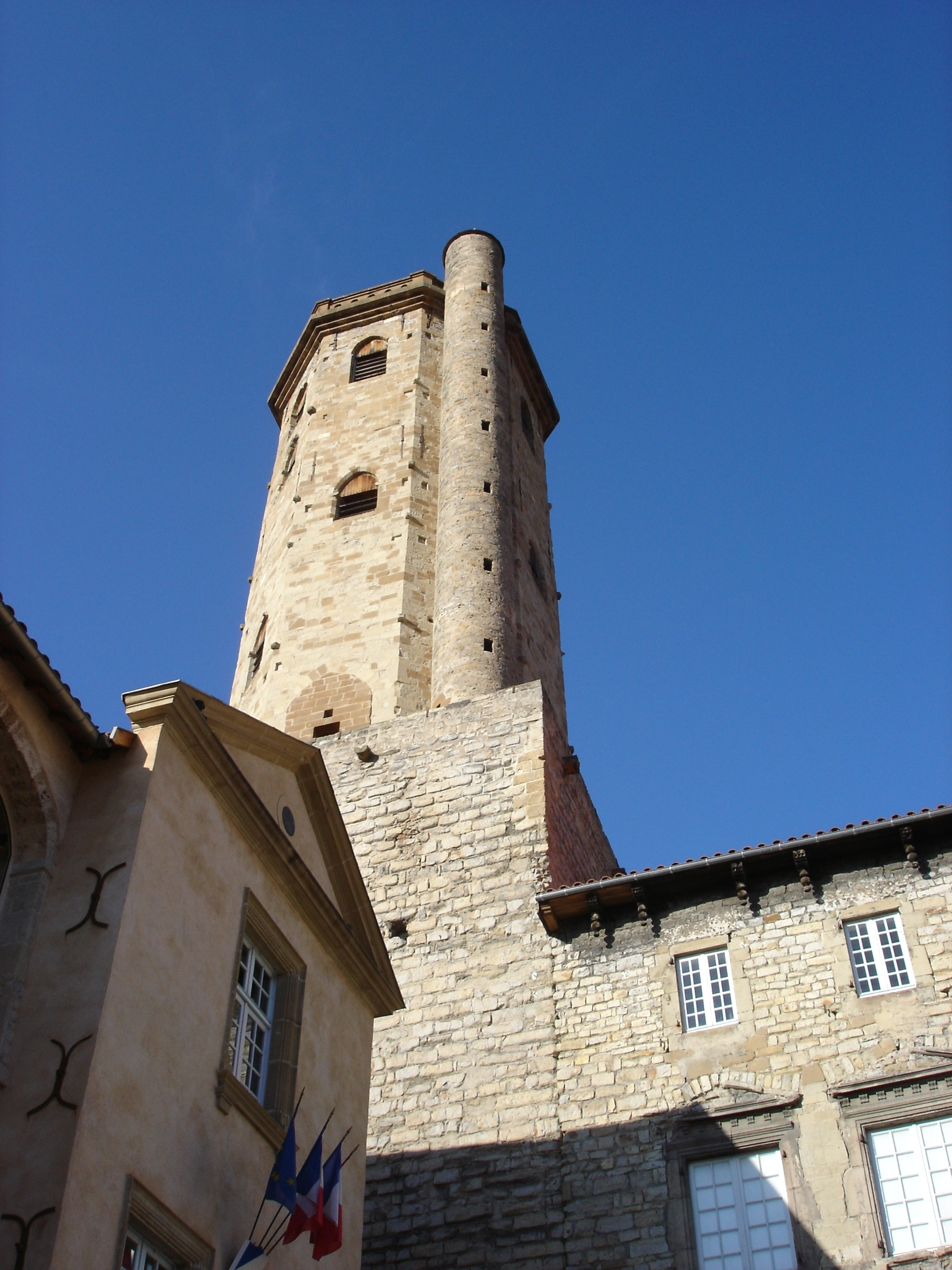
Le beffroi de Millau
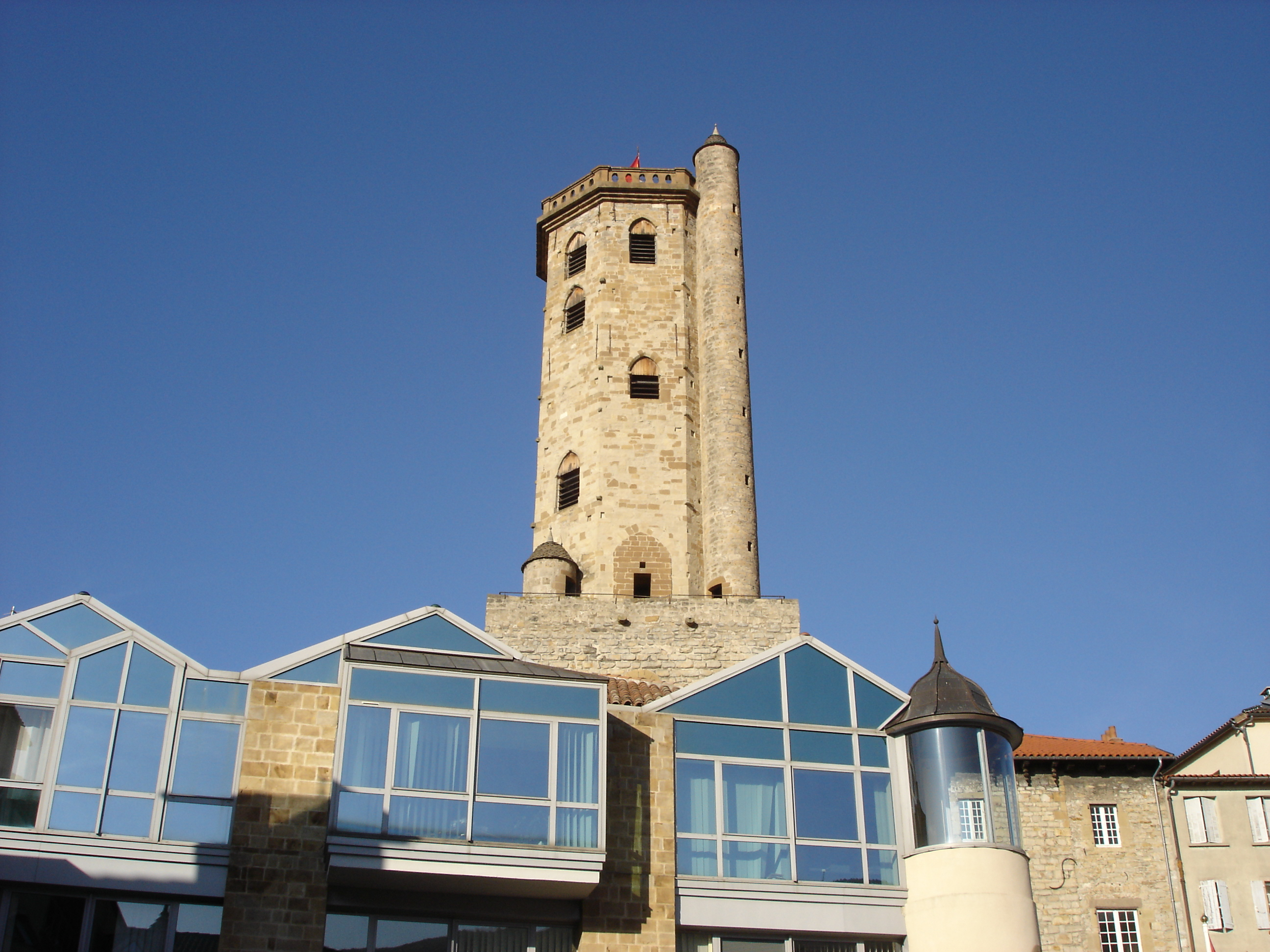
Le beffroi de Millau
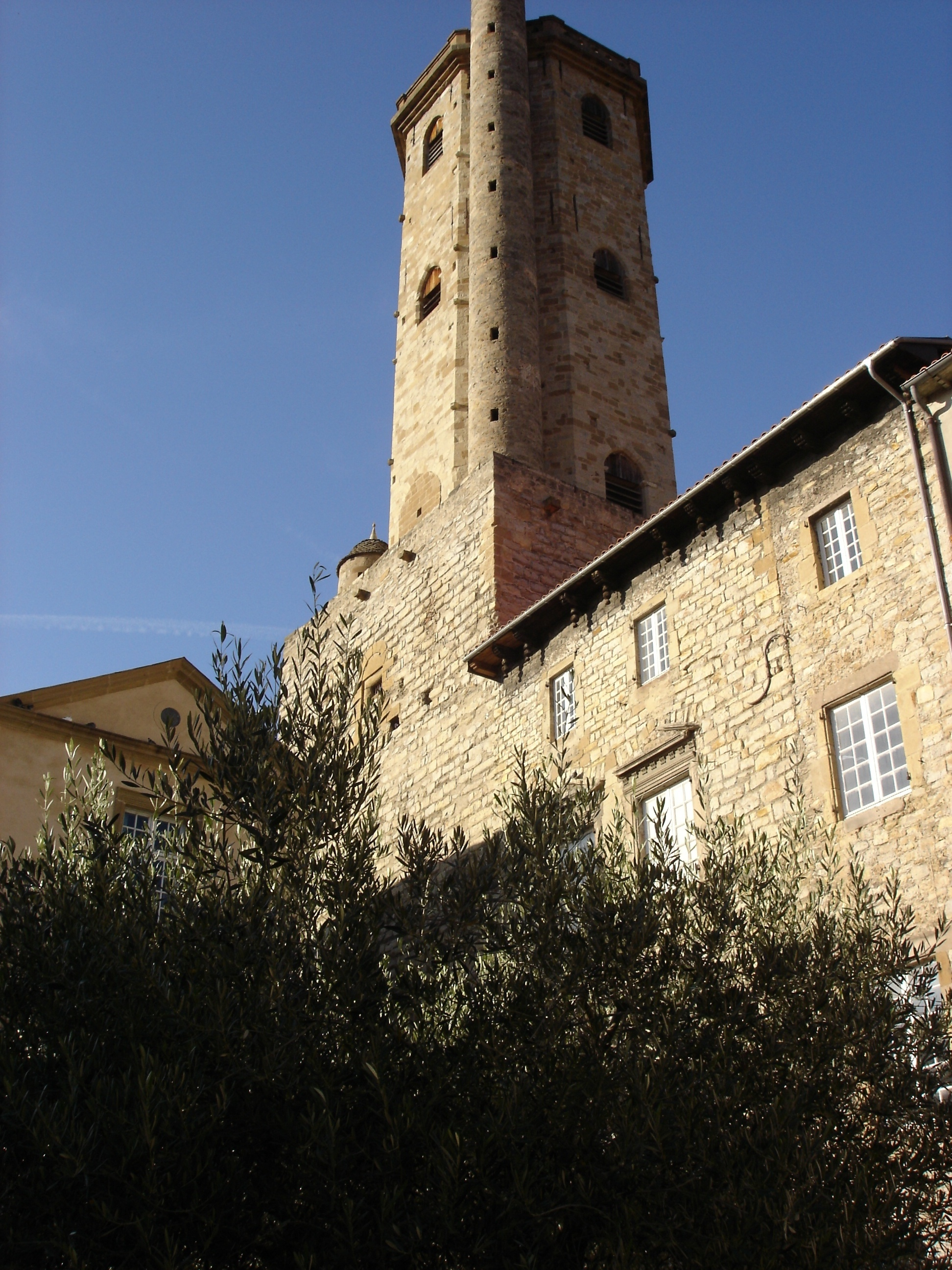
Le beffroi de Millau depuis la place du beffroi
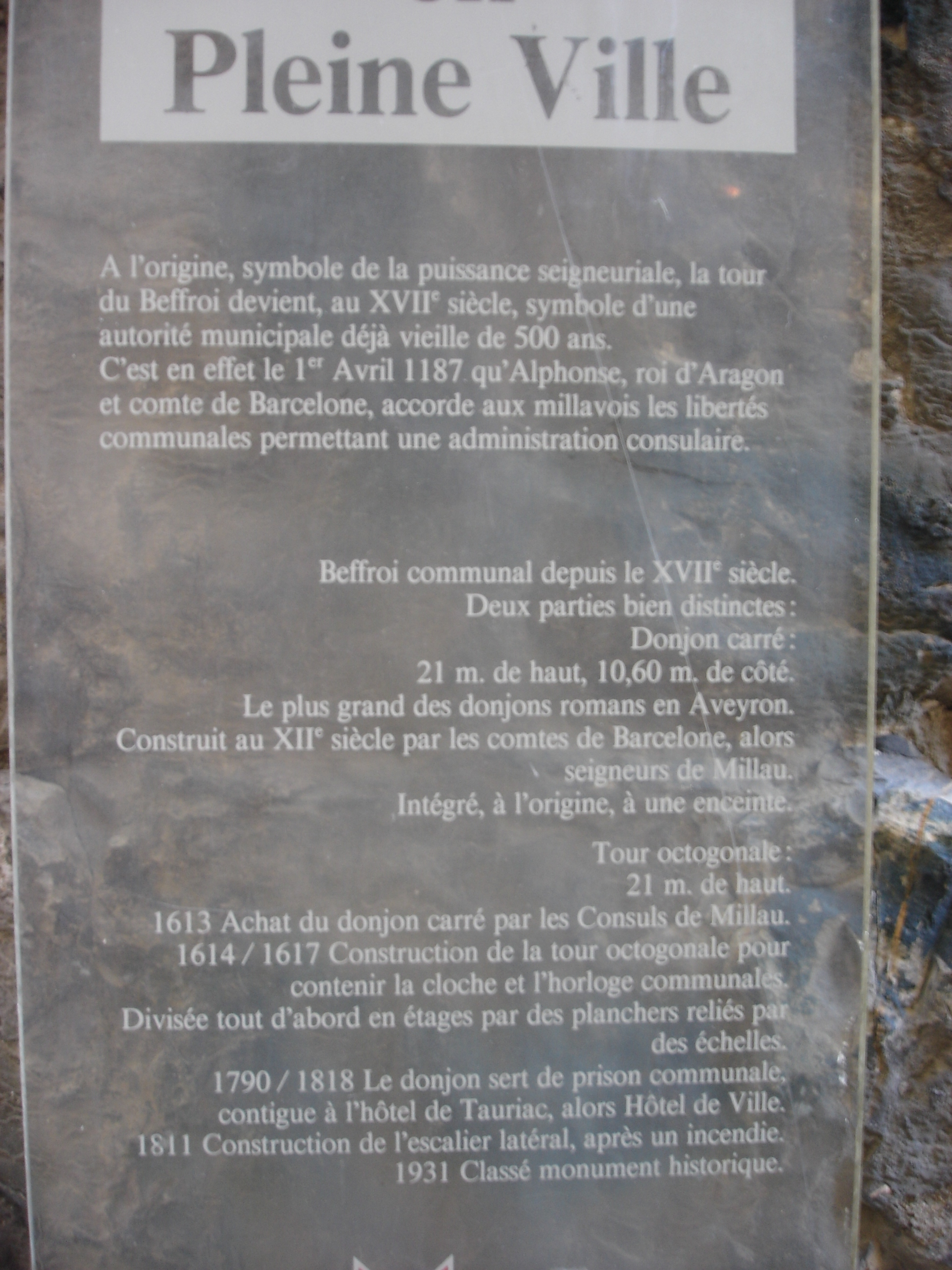
Plaque sur l'édifice